# Kanton Monein
Kanton Monein (francouzsky Canton de Monein) je francouzský kanton v departementu Pyrénées-Atlantiques v regionu Akvitánie. Tvoří ho osm obcí.

## Obce kantonu
- Abos
- Cuqueron
- Lahourcade
- Lucq-de-Béarn
- Monein
- Parbayse
- Pardies
- Tarsacq